# اقتصاد مالت
اقتصاد مالت بر صنعت و خدمات استوار است و توسط صندوق بین‌المللی پول جزو کشورهای توسعه‌یافته طبقه‌بندی شده‌است. بانک جهانی نیز از آن به عنوان یکی از کشورهای پر درآمد نام برده است. 